# 1964-es Formula–1 brit nagydíj
Az 1964-es Formula–1-es világbajnokság ötödik futama a brit nagydíj volt.

## Futam
Peter Arundell egy Formula–2-es versenyen súlyosan megsérült, ezért az évad hátralévő részében Mike Spence helyettesítette a Lotusnál.
A brit nagydíjat először rendezték meg Brands Hatch-ben, ahol Clark, Hill és Gurney indult az első sorból. Clark a rajt után is megtartotta előnyét, Hill a 2. körben megelőzte Gurneyt, aki hamarosan gyújtásprobléma miatt kiállt a boxba. A versenyt Clark nyerte Hill, Surtees és a boxkiállása után a negyedik helyre visszakapaszkodó Brabham előtt.
| Helyezés | #  | Versenyző           | Csapat/Motor   | Futott körök | Idő/Kiesés oka  | Rajthely | Pontszám |
| -------- | -- | ------------------- | -------------- | ------------ | --------------- | -------- | -------- |
| 1        | 1  | Jim Clark           | Lotus-Climax   | 80           | 2:15'07,0       | 1        | 9        |
| 2        | 3  | Graham Hill         | BRM            | 80           | + 2,8           | 2        | 6        |
| 3        | 7  | John Surtees        | Ferrari        | 80           | + 1'20,6        | 5        | 4        |
| 4        | 5  | Jack Brabham        | Brabham-Climax | 79           | + 1 kör         | 4        | 3        |
| 5        | 8  | Lorenzo Bandini     | Ferrari        | 78           | + 2 kör         | 8        | 2        |
| 6        | 10 | Phil Hill           | Cooper-Climax  | 78           | + 2 kör         | 15       | 1        |
| 7        | 19 | Bob Anderson        | Brabham-Climax | 78           | + 2 kör         | 7        |          |
| 8        | 4  | Richie Ginther      | BRM            | 77           | + 3 kör         | 14       |          |
| 9        | 2  | Mike Spence         | Lotus-Climax   | 77           | + 3 kör         | 13       |          |
| 10       | 11 | Innes Ireland       | BRP-BRM        | 77           | + 3 kör         | 10       |          |
| 11       | 20 | Jo Siffert          | Brabham-BRM    | 76           | + 4 kör         | 16       |          |
| 12       | 18 | Giancarlo Baghetti  | BRM            | 76           | + 4 kör         | 21       |          |
| 13       | 6  | Dan Gurney          | Brabham-Climax | 75           | + 5 kör         | 3        |          |
| 14       | 22 | John Taylor         | Cooper-Climax  | 56           | + 24 kör        | 20       |          |
| Kiesett  | 16 | Jo Bonnier          | Brabham-BRM    | 45           | Fékek           | 9        |          |
| Kiesett  | 24 | Peter Revson        | Lotus-BRM      | 43           | Differenciálmű  | 22       |          |
| Kiesett  | 17 | Tony Maggs          | BRM            | 38           | Váltó           | 17       |          |
| Kiesett  | 23 | Ian Raby            | Brabham-BRM    | 37           | Baleset         | 23       |          |
| Kiesett  | 12 | Trevor Taylor       | Lotus-BRM      | 23           | Betegség        | 18       |          |
| Kiesett  | 14 | Mike Hailwood       | Lotus-BRM      | 17           | Olajcső         | 12       |          |
| Kiesett  | 15 | Chris Amon          | Lotus-BRM      | 9            | Kuplung         | 11       |          |
| Kiesett  | 9  | Bruce McLaren       | Cooper-Climax  | 7            | Váltó           | 6        |          |
| Kiesett  | 26 | Frank Gardner       | Brabham-Ford   | 0            | Baleset         | 19       |          |
| NK       | 25 | Maurice Trintignant | BRM            |              | Nem kvalifikált |          |          |

### Statisztikák
Vezető helyen: Jim Clark 80 (1-80)
Jim Clark 13. győzelme, 16. pole-pozíciója, 15. leggyorsabb köre, 7. mesterhármasa (pp, lk, gy)
- Lotus 18. győzelme.